# Бобков Олег Миколайович
Олег Миколайович Бобков (рос. Олег Николаевич Бобков; нар. 1 лютого 1925, Кунцево, Московський повіт, Московська губернія, РРФСР) — радянський російський футболіст та тренер, виступав на позиції воротаря. Найвідоміший за виступами за ЦБЧА, з яким виграв чемпіонат країни у 1950 році. Старший лейтенант.

## Життєпис
Народився у підмосковному Кунцеві, перші кроки у футболі робив у столичних «Крилах Рад». Згодом грав за томське «Динамо»». У жовтні 1943 року призваний до РЧЧА Томським військкоматом. Служив курсантом у Тульському збройно-технічному училищі. Професійним футболістом ставати не планував, але грав у футбол за училище. У 1946 році його гру помітили селекціонери ЦБЧА та запросили до молодшої армійської команди МВО. За МВО виступав до 1949 року.
На початку сезону 1950 року, коли обидва воротарі ЦДКА вийшли з ладу (Никаноров отримав травму, а Чанов застудився), Бобкова запросили в основу армійську команду. Бобков «припав до двору» за словами Валентина Ніколаєва, провідного форварда. У 6 матчах за участю Бобкова ЦБЧА жодного разу не програв, а Бобков двічі зіграв на 0, у Мінську та Куйбишеві, де взяв низку важких ударів. Довелося йому взяти участь і в драматичному матчі з «Шахтарем», результат якого було анульовано через суддівську помилку на вимогу Лаврентія Берії. Але після одужання Ніканорова та Чанова Бобкову як третьому воротареві довелося присісти на лаву. Незважаючи на це, свій внесок у золоті медалі ЦБЧА сезону 1950 року Бобков вніс.
З приходом у 1952 році Бориса Разинського Бобков і зовсім став четвертим, через що йому довелося вирушити до молодшого армійського клубу зі Львова, де нарешті став основним. Після закінчення професіональної кар'єри грав на аматорському клубі за клуби рідного міста Кунцеве. У 1960-ті роки тренував «Будівельник» із Бєльців та люберецьке «Торпедо».

## Статистика виступів

### Як гравця
| Клуб              | Див               | Сезон             | Чемпіонат | Чемпіонат | Кубки | Кубки | Загалом | Загалом |
| Клуб              | Див               | Сезон             | Матчі     | Голи      | Матчі | Голи  | Матчі   | Голи    |
| ----------------- | ----------------- | ----------------- | --------- | --------- | ----- | ----- | ------- | ------- |
| МВО               | Б                 | 1946              | 14        | 0         | 0     | 0     | 14      | 0       |
| МВО               | Загалом           | Загалом           | 14        | ?         | 0     | 0     | 0       | 0       |
| ЦБЧА              | А                 | 1950              | 6         | −6        | 0     | 0     | 6       | −6      |
| ЦБЧА              | Загалом           | Загалом           | 6         | −6        | 0     | 0     | 6       | −6      |
| ОБО (Львів)       | Б                 | 1954              | 19        | −21       | 3     | −3    | 22      | -24     |
| ОБО (Львів)       | Б                 | 1955              | 5         | −10       | 0     | 0     | 5       | −10     |
| ОБО (Львів)       | Загалом           | Загалом           | 24        | −31       | 3     | −3    | 27      | −34     |
| Усього за кар'єру | Усього за кар'єру | Усього за кар'єру | 44        | −37+      | 3     | −3    | 47      | −40+    |

### Як тренера
| Клуб                   | Початок роботи | Закінчення роботи | Результати | Результати | Результати | Результати | Результати |
| Клуб                   | Початок роботи | Закінчення роботи | Іг         | В          | Н          | П          | % В        |
| ---------------------- | -------------- | ----------------- | ---------- | ---------- | ---------- | ---------- | ---------- |
| «Будівельник» (Бєльці) | 1 січня 1964   | 31 грудня 1964    | 32         | 10         | 8          | 14         | 31,25      |
| «Торпедо» (Люберці)    | 1 січня 1968   | 31 серпня 1968    | 29         | 10         | 10         | 9          | 34,48      |
| Загалом                | Загалом        | Загалом           | 61         | 20         | 18         | 23         | 32,79      |

## Досягнення та нагороди

### Спортивні
ЦБЧА
- Чемпіонат СРСР
  -  Чемпіон (1): 1950[1]

### Державні
- Медаль «За перемогу над Німеччиною у Великій Вітчизняній війні 1941—1945 рр.» (20.09.1945)
- Медаль «За бойові заслуги» (05.11.1954)